# Pintor de Nicòxenos
El Pintor de Nicòxenos (en grec antic: Νικόξενος) fou un pintor àtic d'atuells, que treballava en l'estil de figures negres i en el de figures vermelles. Va estar actiu a la fi del segle vi i començaments del V abans de la nostra era. El seu veritable nom no es coneix pas.
Fou un dels pocs pintors que treballà, aparentment per la seua pròpia elecció, en els dos estils principals. Pintà àmfores i pèlices de figures negres que s'assemblen al treball del grup de Leagro, la qual cosa és visible en les seues àmfores i pèlices. Els seus calpis i hídries de perfil continu ja estaven en la tradició del nou estil. La seua obra de figures negres es considera millor que la de figures roges. El Pintor d'Eucàrides va ser deixeble seu.